# Balkárok
A balkárok (karacsáj-balkárul: egyes szám. алан [alan], többes szám аланла [alanla]) a kaukázusi régióban élő türk nép, Kabard- és Balkárföld egyik névadó népe.
Kabard- és Balkárföldön nagyjából 105 000 balkár élt 2002-ben.

## Nyelvük
Nyelvük a türk nyelvcsalád északnyugati ágának ponto-kaszpi alágához tartozik. Közel áll a kaukázusi tatárhoz és a kumikhoz. Létezik egy olyan felfogás is, mely szerint a balkárok a bolgár-törökök itt maradt ága. A többiek a hunok nyugatra történő vándorlásával a 4. század elején a Kaukázushoz költöztek.

## Történetük
A 19–20. század fordulóján a balkárok egy kis csoportja Törökországba és Szíriába emigrált.
Állítólag a balkár kifejezés a  bolgár vagy bulgár elnevezéséből származik, s eszerint a balkárok bolgár-türk származásúak, akik az onogurok területén és Nagy-Bulgáriában éltek.  A balkárok a Kaukázusnál maradtak vagy a Volga középső részéhez vándoroltak.
1944-ben Sztálin azzal vádolta meg a Kabard- és Balkárföldön élő balkárokat, hogy szövetséget kötöttek a náci Németországgal,  és a terület teljes lakosságát deportálta. A területet átnevezték Kabard Autonóm SzSzK-ra. Ezt a nevet 1957-ig viselte, mikor a balkár népességnek engedélyezték, hogy visszatérjenek erre a területre.

## Fordítás
- Ez a szócikk részben vagy egészben  a   Balkars című angol Wikipédia-szócikk ezen változatának fordításán alapul.  Az eredeti cikk szerkesztőit annak laptörténete sorolja fel. Ez a jelzés csupán a megfogalmazás eredetét és a szerzői jogokat jelzi, nem szolgál a cikkben szereplő információk forrásmegjelöléseként.